# Démocratie directe

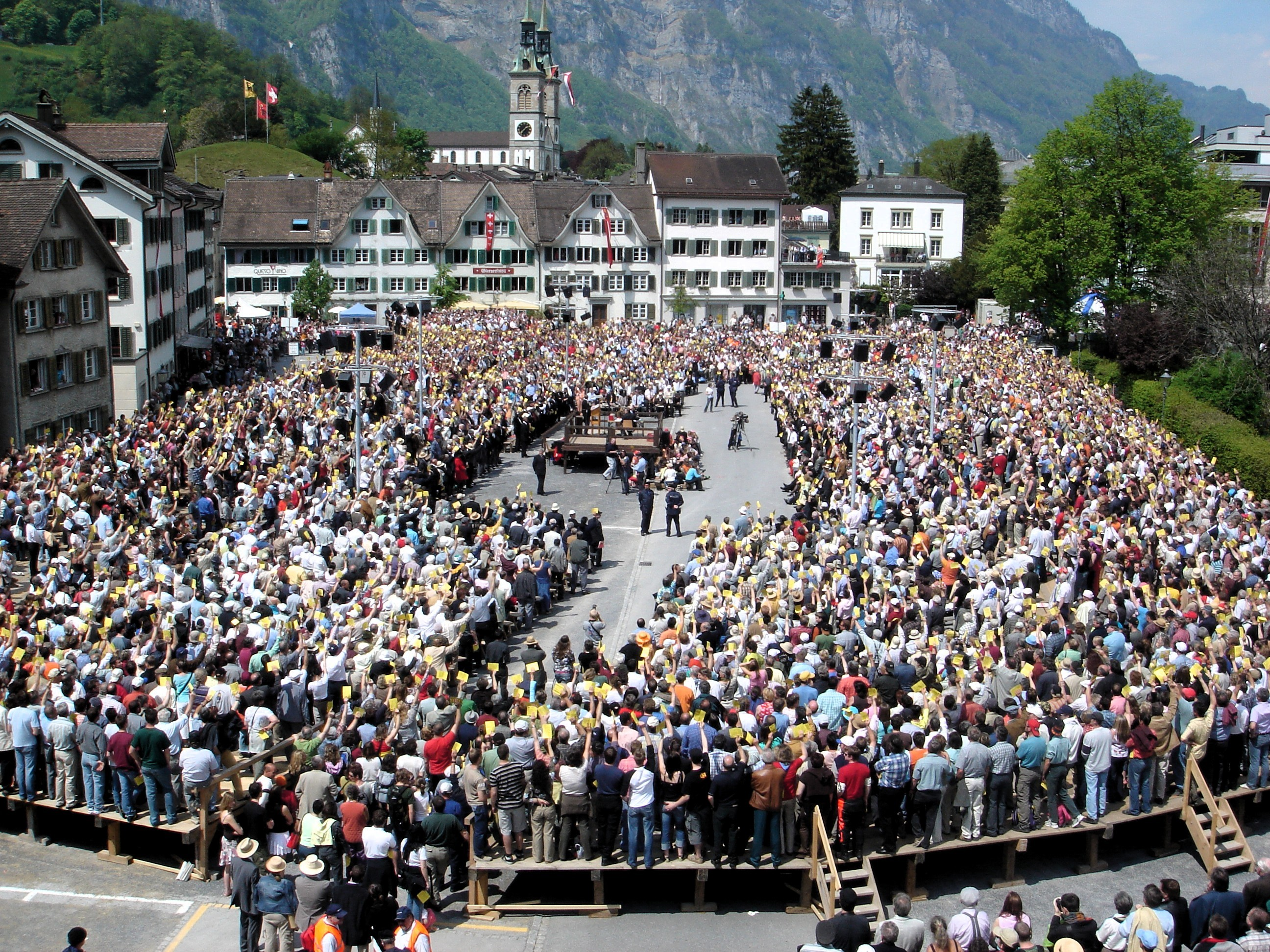
Landsgemeinde dans le canton de Glaris, le 7 mai 2006, en Suisse.

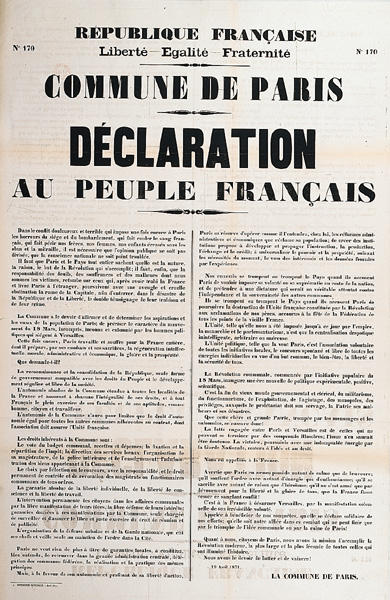
La Déclaration au peuple français de 1871 émanant de la Commune de Paris, définit le projet d'organisation de la France en une fédération de communes reposant sur la démocratie directe.

La démocratie directe est une forme de démocratie dans laquelle les citoyens exercent directement le pouvoir, sans l'intermédiaire de représentants élus.
Initialement et pendant près de deux-mille ans équivalente au concept de démocratie dans l'antiquité grecque, à partir du milieu du XIXe siècle la qualification progressive des régimes représentatifs comme démocraties a conduit à l'usage du qualificatif « direct » pour distinguer techniquement les pratiques qui se rapprochent de l'expérience du siècle de Périclès de celles des régimes parlementaires. La démocratie athénienne, au VIe siècle av. J.-C., est en effet un des premiers exemples de démocratie directe dans l'antiquité. Tout citoyen athénien avait la possibilité et potentiellement la chance d'entrer au conseil, voire d'être au moins un jour dans sa vie le président de la Cité. Elle inspira de nombreux penseurs au cours des siècles, de Jean-Jacques Rousseau à Hannah Arendt en passant par les différents penseurs du mouvement anarchiste. Ce fut notamment la forme de démocratie mise en place à partir du XIIIe siècle dans certains cantons de Suisse, entre 1794 et 1798 à Genève, dans les communes insurrectionnelles de France en 1870-1871, dans la Makhnovchtchina d'Ukraine en 1918 ou encore lors de la révolution sociale espagnole de 1936.
Certaines démocraties actuelles, dont la Suisse ou l'État américain du Vermont, ont une forte tradition de démocratie directe mais maintiennent toujours, en parallèle, un système parlementaire. Depuis la fin du XXe siècle de nombreux pays adoptent certains mécanismes (référendum, assemblée tirée au sort associée ou non à la possibilité d'un référendum facultatif, initiative populaire) qui relèvent de la démocratie directe ou semi-directe.
Les modalités d'exercice du pouvoir au sein des théories, des organisations, communautés, cités et pays ayant été rapporté à la démocratie directe sont relativement variables, mais elles partagent néanmoins un certain nombre de principes et de pratiques, parmi lesquelles l'égalité politique des citoyens (ou membres) concernant la délibération et les décisions (horizontalité du pouvoir), la révocabilité des mandatés ou des élus éventuels, le mandat impératif, la réunion en assemblée, et la prise de décision à la majorité, au consensus, ou encore à l'unanimité. La désignation par tirage au sort, la rotation des mandats ou encore l'impossibilité de les renouveler constituent aussi des pratiques fréquemment associées à la démocratie directe.
Les théoriciens et les activistes anarchistes, dont ceux appartenant au courant du socialisme libertaire, font aussi partie des défenseurs notables de la démocratie directe (comme alternative au parlementarisme qu'ils critiquent sévèrement), en l'élargissant, selon le courant concerné au domaine de la production (autogestion, démocratie économique…).

## Histoire de la démocratie directe

### Démocratie athénienne

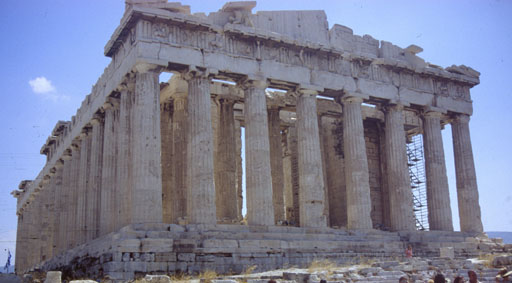
Athènes : dans l'Antiquité, c'est au pied de l'Acropole et du Parthénon, sur la place de l'agora, que se tenaient les assemblées de citoyens.

La démocratie désigne étymologiquement le pouvoir (kratos) des citoyens (demos) et fait référence au régime en vigueur à Athènes après les réformes effectuées par Solon (-594) et Clisthène (-508). Les citoyens (la totalité de la population mâle de père athénien de plus de dix-huit ans, ayant les moyens de s'armer) délibéraient et votaient les lois au sein de l'Ecclésia. Des indemnités journalières de présence étaient octroyées pour permettre aux plus pauvres d'assurer leurs fonctions civiques.
Le tirage au sort était utilisé pour désigner des magistrats, ainsi que les membres de la Boulè, un conseil de citoyens représentant les différentes tribus, et ayant notamment pour charge de recueillir les propositions de loi présentées par les citoyens et de préparer les projets de loi. Les prytanes étaient les présidents du conseil pour une période de trente-six jours. En somme tout citoyen athénien avait la possibilité et potentiellement la chance de présider aux différentes assemblées. Avant d'être membres de la Boulè, les candidats qui avaient été tirés au sort subissaient un examen par le Conseil en charge (dokimasie) avant de pouvoir prêter serment.
Une partie relativement restreinte des juges et magistrats étaient élus, pour des fonctions considérées comme exigeant des compétences particulières, et pour des mandats généralement limités à une année. Les charges élues étaient plus généreusement rétribuées. L'administration locale se composait de différentes assemblées (les tribus, les dèmes, les phratries). Chaque tribu possédait un territoire et élisait des magistrats pour administrer leurs biens. C'était l’équivalent d'un département actuel. Ce territoire était divisé en plusieurs dèmes. Le chef de chaque dème était élu pour un an par ses concitoyens. Ce chef jouait le rôle de maire. Enfin les phratries étaient un grand regroupement familial dont l'organisation n'était pas précisée.
Les charges électives étaient reconductibles aussi souvent que le peuple le décidait à l'opposé des charges désignées par le sort.

### Formes de démocratie directe dans les sociétés tribales
Certains émettent l'hypothèse que de nombreuses tribus d'autrefois aient éventuellement adopté un système de gestion collective des terres et des conflits sociaux résultant de la vie en communauté. Ce qui rapprocherait ce temps, si tant est qu'il a existé, d'une forme de « démocratie directe ».[réf. nécessaire] Dans les pays de culture germano-scandinave, le conseil dit du « thing », était l'assemblée des gens libres d'un pays, d'une province ou d'une subdivision administrative. Il y avait donc une hiérarchie de ces réunions coutumières. Le lieu du thing était souvent celui des rites religieux et celui du commerce. Les disputes étaient réglées à cette occasion, et les décisions politiques y étaient prises[réf. nécessaire]. Certains idéalistes y ont cru déceler une première forme de démocratie directe, bien que cela soit totalement anachronique à ce type d'organisation primitive. Bien d'autres tribus ont fonctionné différemment.[réf. nécessaire]

### Moyen Âge
Le Moyen Âge européen voit l'apparition et le renforcement de la féodalité jusqu'à l'apogée de l'absolutisme au XVIIe siècle. Des formes de démocratie locale se développent cependant à la même époque, notamment dans les cantons campagnards de Suisse. Il en fut de même, tout au moins à leur début, dans les républiques marchandes de la Méditerranée et à Novgorod.

#### Démocratie directe des Cosaques
L'organisation des Cosaques était fondée sur des principes égalitaires et démocratiques : sans seigneurs et préservant pendant près de deux siècles leur indépendance vis-à-vis des structures étatiques, ils pratiquaient des élections libres et prenaient leurs décisions par plébiscites, au sein d'assemblées générales (kroug en Russie, rada en Ukraine et chez les zaporogues), qui constituaient l'instance décisionnaire ultime, et devant laquelle les élus devaient donc rendre compte de leurs actions et décisions.

#### Assemblées populaires des communes médiévales
À partir du XIe siècle, le mouvement communal se développe en Europe, notamment en Suisse, en Allemagne, en France et en Italie. Celui-ci consiste dans l'obtention de chartes communales par les habitants d'une ville, fondées sur serment commun, et visant à garantir certaines libertés aux bourgeois (habitants de la ville), ainsi qu'une relative autonomie politique et juridique par rapport aux autorités royales et seigneuriales. Elles furent accordées par les seigneurs ou par le roi moyennant finances, et parfois à l'issue d'insurrections populaires. Ces chartes prévoient des modalités démocratiques de gestion des communes, dont l'élection annuelle de magistrats par des assemblées communales réunies au sein des églises ou dans des espaces publics.
En France, si dans la majorité des communes les affaires municipales sont gérées par des échevins (dans le Nord) ou des consuls (dans le Midi), ce sont les assemblées populaires elles-mêmes qui règlent directement celles-ci dans de nombreuses villes, particulièrement lorsqu'il s'agit d'affaires jugées importantes, et généralement, les décisions prises par les élus devaient théoriquement obtenir l'assentiment des assemblées. Ainsi, Francis Dupuis-Déri rapporte, dans son livre Démocratie. Histoire politique d’un mot aux États-Unis et en France : « Les « communautés d’habitants », qui disposaient même d’un statut juridique, ont fonctionné sur le mode de l’autogestion pendant des siècles. Les rois et les nobles se contentaient de gérer les affaires liées à la guerre ou à leurs domaines privés, d’administrer la justice et de mobiliser leurs sujets par des corvées. Les autorités monarchiques ou aristocratiques ne s’ingéraient pas dans les affaires de la communauté, qui se réunissait en assemblée pour délibérer au sujet d’enjeux politiques, communaux, financiers, judiciaires et paroissiaux. »
Certaines chartes (par exemple celle de Sens, 1189, ou celle de Soissons, 1116) prévoient une amende pour les habitants ne se présentant pas à l'assemblée (généralement annoncée au son des cloches).

### Démocratie directe au sein des mouvements révolutionnaires

#### Pendant la révolution américaine
En 1841, Guillaume Tell Poussin écrivit que « [l]a commune a été pour les États-Unis le véritable berceau des institutions démocratiques ; elle est aussi ancienne que les premiers établissements de la Nouvelle-Angleterre ». Jusqu'aujourd'hui, les villes de la Nouvelle-Angleterre sont dirigées par leurs réunions communales (town meetings), dans lesquelles les habitants votent directement les lois et consacrent les budgets.

#### Pendant la révolution française
La Révolution française fut l'occasion d'une pratique de la démocratie directe à travers le système des sections, d'abord à Paris, puis dans la plupart des grandes villes du pays. Les sections ou districts parisiens devinrent permanents à partir du 14 juillet 1789, et consistaient en assemblées populaires et délibératives auxquelles pouvait participer tout citoyen mâle, et qui concentraient le pouvoir législatif et exécutif sur une échelle locale et municipale.
L'idée d'un exercice direct du pouvoir par le peuple fut par ailleurs défendue par les sans-culottes et par ceux qui incarnaient ce mouvement. Ce fut le cas de Maximilien de Robespierre, qui dans de nombreux discours (celui du 29 juillet 1792 par exemple) fustigeait « l’indépendance absolue où les représentants se sont mis eux-mêmes à l’égard de la nation ». Ce fut aussi le cas des Enragés, tels Jean-François Varlet et Jacques Roux, qui dénonçaient le « despotisme sénatorial » qui avait succédé au despotisme de la monarchie.
D'autre part, la Constitution du 6 messidor an I (1793), jamais appliquée, d'inspiration rousseauiste et robespierriste, consacrait l'existence des assemblées primaires, et leur conférait le droit de rejeter les lois proposées pendant 40 jours, le contrôle des lois par le peuple étant un dispositif essentiel de la démocratie directe.

#### Pendant la révolution genevoise
Entre 1794 et 1798, les citoyens genevois protestants de sexe masculin sont réunis au sein d'un Conseil général et votent directement les lois.

#### Commune de Paris (1871)
Lors de la Commune de Paris furent instaurés différents dispositifs de démocratie directe, tel que le mandat impératif et la révocabilité permanente des élus. Cette période révolutionnaire influença de nombreux penseurs et mouvements libertaires, et fut l'objet d'éloge de la part de Marx. D'autres grandes villes françaises comme Lyon, Bordeaux tentèrent la mise en place d'une commune de ce type. La démocratie directe instaura ainsi en 1871, à Paris, de nombreuses lois parmi lesquelles l'égalité salariale homme-femme, la gratuité scolaire, la gratuité des actes notariaux (voir articles détaillés).

#### Mouvement zapatiste au Chiapas (Mexique, depuis 1994)
Dans le Sud du Mexique, les territoires du Chiapas contrôlés depuis 1994 par le mouvement zapatiste ont institué des formes de gouvernement se rapportant à la démocratie directe, et se revendiquent comme une forme d'auto-gouvernement.
Les mandats tendent à être impératifs, rotatifs et de courte durée, la révocabilité des élus est permanente, et de manière générale, le pouvoir s'exerce de « bas en haut », comme le souligne la formule zapatiste « commander en obéissant », ou encore « le peuple commande, le gouvernement obéit ». D'autre part, la recherche du consensus y est privilégiée, et les charges politiques ne donnent pas lieu à des rétributions[réf. nécessaire].

#### Mouvement contemporain en France

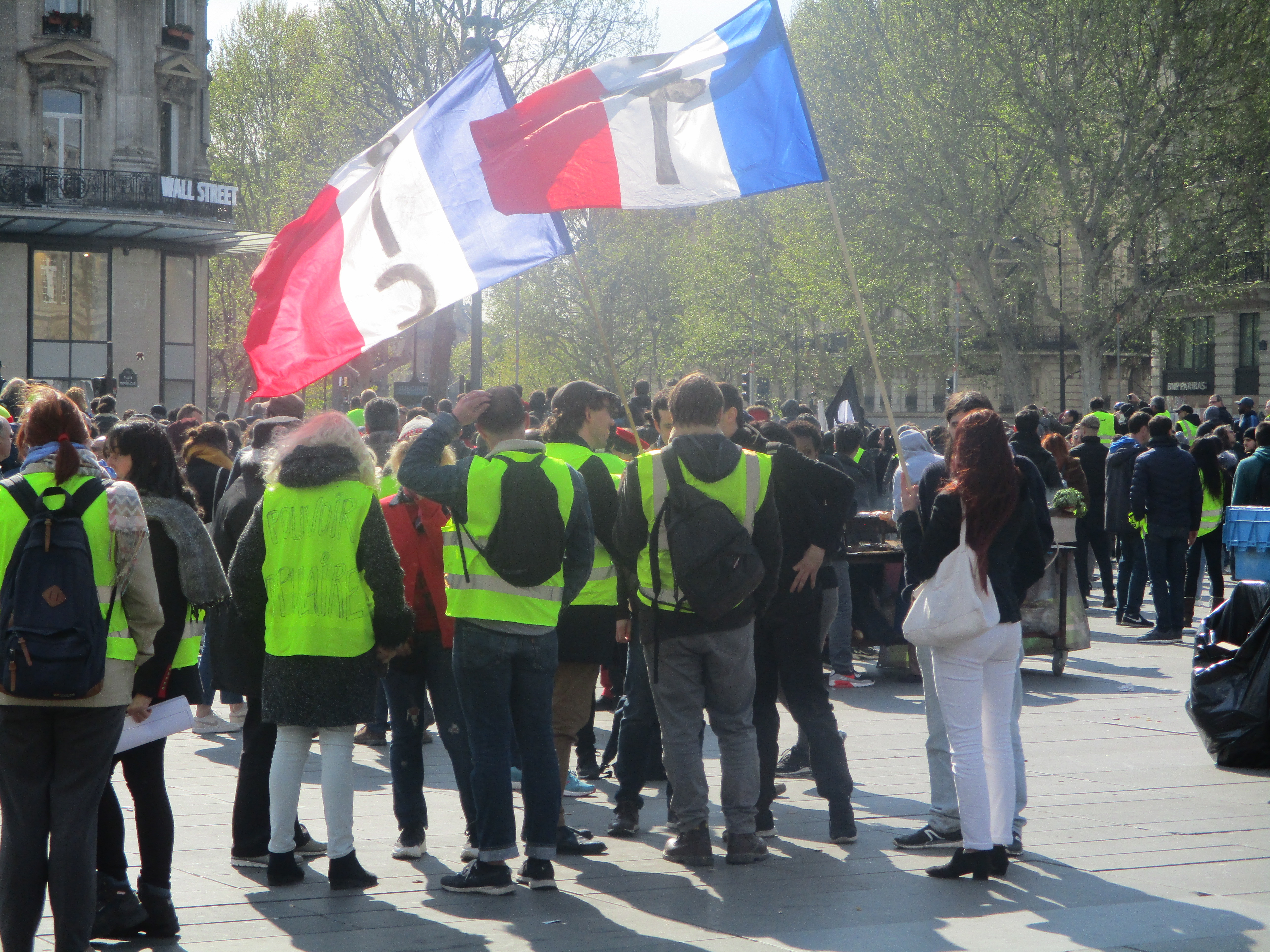
Banderoles en faveur du RIC lors d'une manifestation de Gilets jaunes

En France, la revendication du référendum d'initiative citoyenne (RIC) est portée depuis les années 2010 par plusieurs associations et collectifs, notamment l’association Article 3, le collectif informel des Gentils Virus. Ces réflexions conduisent à la à la liste Démocratie réelle 2014 aux élections européennes, qui expérimente le tirage au sort de ses candidats et leur engagement à voter conformément aux résultats de consultations citoyennes,

### Démocraties directes dans le monde

#### Suisse
La Suisse pratique une forme de démocratie représentative conjointement avec des outils de démocratie directe (votation populaire) : ce système est appelé démocratie semi-directe.
Au sein d'un système fédéraliste, le peuple élit des représentants aux trois niveaux de pouvoir de l'État, Confédération, canton et commune. Les citoyens peuvent toutefois influer sur la politique et les décisions de leurs représentants élus en utilisant les initiatives populaires et les référendums. L'initiative permet de proposer une modification de la Constitution fédérale ou cantonale (dans certains cantons, également des lois ou des dépenses), tandis que le référendum permet de soumettre une décision prise par les élus au vote du peuple. Les référendums sont dits obligatoires si l'acte doit être dans tous les cas soumis au peuple (par exemple en cas de modification de la constitution) ou facultatifs s'ils doivent être requis par le corps électoral. Tant les initiatives que les référendums facultatifs sont déclenchés en rassemblant un certain nombre de signatures de citoyens disposant du droit de vote dans un certain délai.

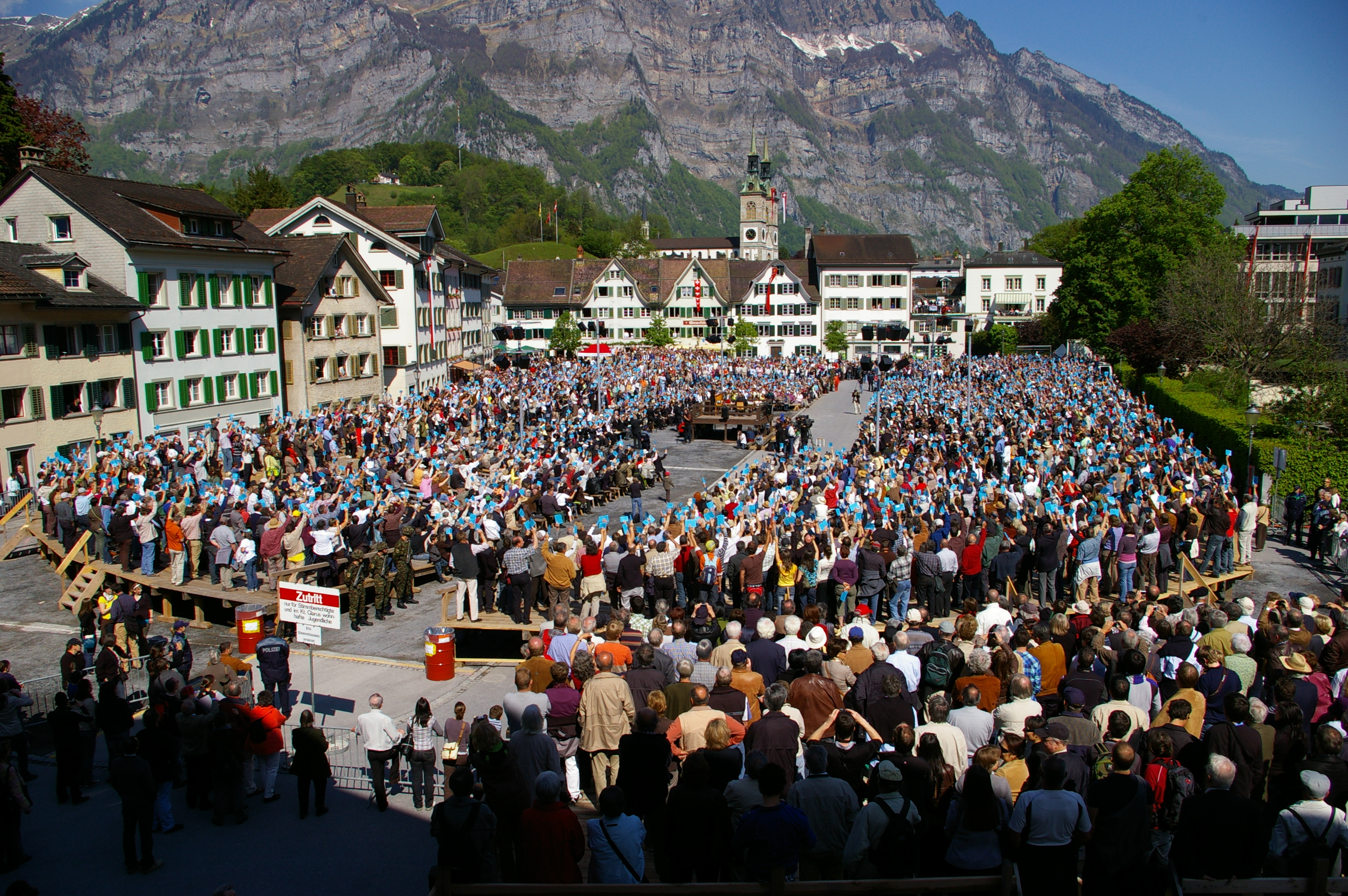
Landsgemeinde, vote à mains levées.

La Suisse connaît également la démocratie directe dans sa forme la plus pure : la Landsgemeinde, qui n'existe plus que dans les cantons d’Appenzell Rhodes-Extérieures et de Glaris. Lors d'une Landsgemeinde, tous les citoyens se rassemblent sur la même place et votent à main levée les lois et élections de magistrats. Le président du gouvernement ouvre un débat sur une décision politique, et tout électeur peut venir proposer son opinion et ses critiques. Le compte des voix se fait à la majorité, et en cas de doute, toutes les voix sont comptées une à une.
Kris Kobach affirme que la Suisse a connu des succès en tandem sur les plans social et économique, qui ne sont égalés que par quelques autres pays. Kobach déclare à la fin de son livre : « Trop souvent, les observateurs considèrent la Suisse comme une bizarrerie parmi les systèmes politiques. Il est plus approprié de le considérer comme un pionnier. » Enfin, le système politique suisse, y compris ses dispositifs démocratiques directs dans un contexte de gouvernance à plusieurs niveaux devient de plus en plus intéressante pour les spécialistes de l’intégration de l’Union européenne.

#### Liechtenstein
Le Liechtenstein est, comme la Suisse, le pays européen où les outils de démocratie directe sont les plus développés. Les initiatives populaires permettent aux citoyens de récolter un nombre requis de signatures (variable selon que le sujet soit d'ordre législatif ou constitutionnel) en faveur d'une proposition sur un sujet, contre toute modification législative ou constitutionnelle, ainsi que sur des questions budgétaires.
Une fois le nombre de signatures nécessaire récolté dans un délai défini, l'initiative est soumise au Parlement. S'il la refuse, elle est soumise au référendum.

#### États-Unis
En Nouvelle-Angleterre (c'est-à-dire dans le Connecticut, le Maine, le Massachusetts, le New Hampshire, Rhode Island, et le Vermont), toutes les villes (towns ou townships) sont autonomes et pratiquent une sorte de gouvernement dénommé New England town meeting. Chaque année, les habitants de la ville se réunissent pour voter sur toutes les questions du gouvernement. Ils font toutes les lois de la ville et décident le budget de l'année suivante. Cette forme de gouvernement est la plus démocratique qui existe aux États-Unis, et est directement issue des jours fondateurs des colonies de la Nouvelle-Angleterre.
Le penseur politique Alexis de Tocqueville a écrit sur cet aspect unique du gouvernement aux États-Unis dans De la démocratie en Amérique (1835) :

« Dans la Nouvelle-Angleterre, où l'éducation et la liberté sont filles de la morale et de la religion ; où la société, déjà ancienne et depuis longtemps assise, a pu se former des maximes et des habitudes, le peuple, en même temps qu'il échappe à toutes les supériorités que la richesse et la naissance ont jamais créées parmi les hommes, s'est habitué à respecter les supériorités intellectuelles et morales, et à s'y soumettre sans déplaisir : aussi voit-on que la démocratie dans la Nouvelle-Angleterre fait de meilleurs choix que partout ailleurs. »

Au-delà de la Nouvelle-Angleterre, de nombreux États fédérés articulent à la démocratie représentative une composante importante de démocratie directe. Ainsi, vingt-et-un États permettent au peuple, par le biais de référendums d'initiative populaire, d'édicter des lois ; et dix-huit de changer la constitution de l'État fédéré en question. Les thématiques de ces référendums sont très variées. Au début du XXe siècle, diverses lois « sociales » furent ainsi adoptées par le biais de la démocratie directe (par exemple : assurance contre les accidents au travail en 1910 dans l'Oregon ; l'interdiction du travail des enfants dans l'Arkansas en 1914, la retraite dans l'Arizona en 1914, la limitation de la journée de travail à huit heures dans le Colorado et l'Oregon en 1912). Au cours du XXe siècle, les référendums concernèrent aussi bien les dépenses publiques et les impôts, les élections de représentants (par exemple la limitation des mandats des députés), la prohibition de l'alcool, les discriminations positives, ou encore, en Californie, la protection de l'environnement…

#### Libye
En 1975, Mouammar Kadhafi réorganise l'appareil politique de la Libye selon une politique dite de « révolution populaire ». À partir de 1977, et suivant les idées de la « troisième théorie universelle », doctrine exposée par Kadhafi dans son Livre vert, l'État libyen est officiellement gouverné selon un système de démocratie directe, également appelé « démocratie populaire directe », le pouvoir étant théoriquement exercé par « le peuple seul ». Le mode de gouvernement défini par Kadhafi prévoit que les « masses » s'expriment via des comités populaires locaux ou régionaux, qui envoient ensuite des délégués au parlement, le Congrès général du peuple ; Kadhafi lui-même, ayant renoncé à tout poste officiel dans l'appareil d'État à partir de 1979, se contente du titre de « Guide de la révolution ». La forme de gouvernement de la Libye est définie comme une « Jamahiriya », néologisme inventé par Kadhafi et traduisible par « État des masses ». Le système libyen de démocratie directe en place de 1977 à 2011 est en réalité fictif, et masque un régime politique autocratique et dictatorial dirigé par Mouammar Kadhafi et par son entourage,. Le régime de Kadhafi est confronté en 2011 à une insurrection armée, soutenue ensuite par une intervention internationale, et perd progressivement le contrôle du territoire libyen. Le 23 octobre 2011, après la chute des derniers bastions pro-Kadhafi et l'assassinat de ce dernier, la « libération » de la Libye est proclamée.

### Autres expériences de démocraties directes auxXXeetXXIesiècles
Exemples importants et récents de démocratie directe, dans des communautés, collectifs ou mouvements sociaux humanistes et pacifistes.

#### XXesiècle
- Jusqu'en 1906, dans l'Empire russe, des communautés paysannes locales autonomes appelé Mir.
- La création des kibboutz en Israël en 1909, avec comme principe de base « une complète identification de l'individu à la société ». « La démocratie du kibboutz, n’est donc pas fondée sur des règles constitutionnelles, mais résulte de la volonté des membres de s’identifier à lui, se traduisant par une participation active à l’ensemble de la vie du kibboutz ». « L’idéal d'identification, s’exprime dans les discussions en assemblée générale, qui sont un des éléments du processus de la formation des décisions. Les votes et les décisions prises à la majorité ne sont pas tenus pour suffisant. Après qu’une décision ait été prise à la majorité, il y a encore place pour de nouvelles objections et la réouverture des discussions »[25].
- Les conseils ouvriers qui apparurent un peu partout en Europe (Italie, Allemagne, Russie) dans l'immédiat après-guerre.
- Diverses expériences au niveau local en Espagne, durant la guerre civile.
- Mai 1968 en France ;
- les plenum en Bosnie vers 1968
- les assemblées ouvrières de 1969 et le mouvement autonome des années 1970 en Italie.

#### XXIesiècle
- Le 11 novembre 2011 une expérimentation politique intitulée G1000 consistera à rassembler un millier de citoyens belges tirés au sort au sein des deux communautés linguistiques du pays au sein d'un sommet citoyen au cours duquel les participants pour délibérer sans parti pris sur les grands défis lancés à notre société et finalement former concrètement les décisions du sommet au départ d'un groupe plus restreint toujours tiré au sort[26][Passage à actualiser].
- le mouvement des indignés de la Puerta del Sol le 15 mai 2011 (en Espagne en Europe et dans les pays hispaniques), s'inscrivant dans la continuité temporelle du printemps arabe et sa volonté de démocratie générale
- l'espoir d'expérimenter la démocratie directe s'est ensuite propagé en septembre 2011 sur le continent nord-américain par le mouvement Occupy Wall Street qui se propagea dans la plupart des États américains ainsi que dans de nombreuses capitales mondiales, sous le nom d'Occupy et dans environ 1 500 villes de 82 pays. Le mouvement fut qualifié de terrorisme par le FBI[27],[28].
- Les connexions entre anonymes, printemps arabe, indignés (« 15M ») et occupy sont fortes, ainsi qu'avec de nombreux combats mondiaux. En 2015, la transformation de certains groupes en unités politiques, comme Podemos, a débouché sur la prise politique de certaines municipalités espagnoles, dont Barcelone et Madrid[29],[30].
- Créé en mars 2016, le mouvement Nuit Debout veut promouvoir la démocratie directe, au moyen d'assemblées générales et de commissions[31].
- Créé fin 2015[32] et émergeant lors des législatives en 2016[33] puis en 2017, le collectif MaVoix, un mouvement de type Civic tech, propose de « hacker l'Assemblée Nationale »[34] en faisant élire des députés tirés au sort qui voteront les lois en fonction des votes de la population issus d'une plateforme numérique de délibération directe.
- À la suite des élections communales belges de 2018, un collectif de collectifs nommé Kayoux prônant la démocratie directe dans un système où la fonction d'élus se limite à être porte-parole d'une assemblée citoyenne permanente se réunissant une fois par mois[35], obtiendra deux sièges au conseil communal d'Ottignies-Louvain-la-Neuve.

## Philosophes et courants de pensée liés à la démocratie directe

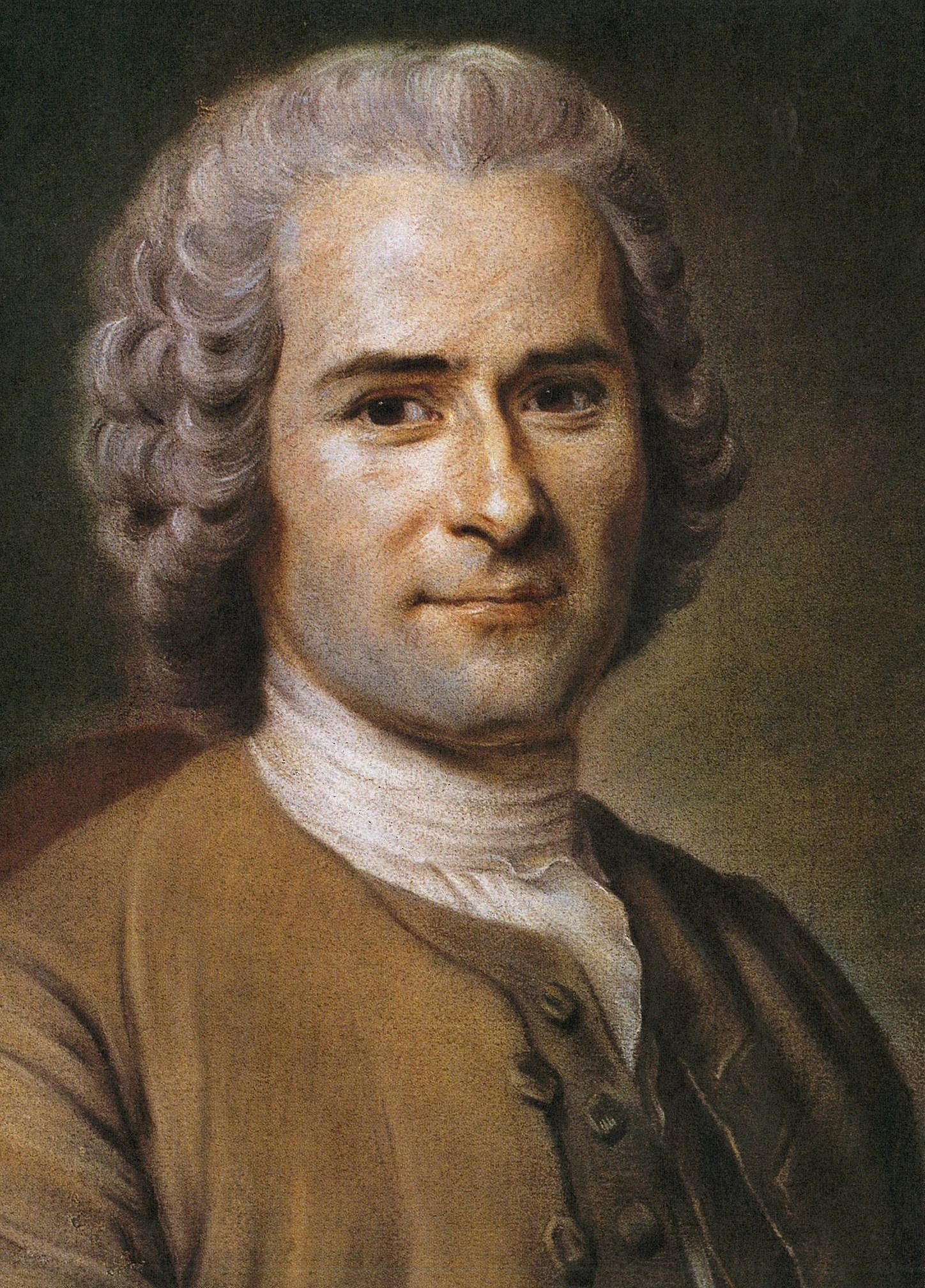
Portrait de Jean-Jacques Rousseau (1712-1778) par Quentin de La Tour.

### Siècle des Lumières
Au XVIIIe siècle, l'Europe redécouvre l'idéal démocratique avec Jean-Jacques Rousseau, théoricien de la souveraineté populaire, et les encyclopédistes qui sont les Lumières. L'auteur Du contrat social (1762) préconise un régime représentatif dans lequel le peuple souverain exerce lui-même le pouvoir législatif et ne délègue à des magistrats élus que le pouvoir judiciaire et le pouvoir exécutif. Critique envers un système représentatif sans conditions, il mentionne avec ironie les Anglais se croyant libres alors qu'ils ne l'étaient que le jour des élections, redevenant ensuite esclaves. Il élabora un Projet de constitution pour la Corse en 1765 et surtout un long texte sur la possibilité d'une réforme républicaine de la Pologne en 1772, Considérations sur le gouvernement de Pologne (Wikisource).
Certains économistes ou moralistes considèrent comme impossible la mise en place d'un tel système à l'échelle nationale. Certains semblent penser que les petites organisations telles que les écoles, les entreprises, les associations libres, les coopératives, les groupes d'action politique, les microsociétés, peuvent plus facilement réaliser la démocratie directe que les gros groupes organisationnels et institutionnels similaires à des États. D'autres soutiennent qu'avec l'avènement des outils informatiques et des réseaux de communications comme Internet, la démocratie directe est aujourd'hui accessible y compris à des nations et des fédérations de nations, approche qualifiée de « gouvernement par les idées ».
Rousseau a conscience de ces difficultés, comme en témoignent de nombreux passages de Du Contrat social (livre I, chapitre III, livre III, chapitres XI et XV…). Mais il ne faut pas se tromper sur le sens de la phrase souvent citée de Du Contrat social : « S'il y avait un peuple de dieux, il se gouvernerait démocratiquement. Un régime si parfait ne convient à des hommes ». En effet, dans ce passage du livre III, chapitre IV, Rousseau parle de la démocratie aux sens très spécifique dans lequel il l'entend : non pas la souveraineté du peuple, mais le gouvernement (pouvoir exécutif) exercé par le peuple (livre III, chapitre III). Pour Rousseau, le peuple ne peut juger avec droiture que des questions d'intérêt général (« Il n'est pas bon que celui qui fait les lois les exécute, ni que le corps du peuple détourne son attention des vues générales, pour la donner aux objects particuliers », livre III, chapitre IV). Or le pouvoir exécutif (comme le pouvoir judiciaire) traite de questions particulières, dans lesquelles le peuple serait juge et partie. Les textes sur la Corse et surtout sur la Pologne montrent que pour lui, ce qu'il nomme la « république » (le pouvoir législatif exercé directement par le peuple) est réalisable, certes au prix de réformes progressive et difficiles, même dans de grands États.
Les régimes modernes, qui se mettent progressivement en place dans le sillage de la Révolution française et de la Constitution américaine de 1787 sont principalement fondés sur la représentation et l'élection. C'est la principale critique qui leur est faite, mise en avant du « peuple », mais gouvernement d'une nouvelle oligarchie qui se fera « élire ».
En 1792, Maximilien de Robespierre, Jean-François Varlet et le Marquis de Sade. Ce dernier écrit Idée sur le mode de la sanction des Lois et défend dans une assemblée primaire la démocratie directe.
Ultérieurement d'autres philosophes, tels Proudhon ou Kropotkine, fonderont ou affirmeront le courant politique anarchiste dont une des bases est la démocratie directe.
Cornelius Castoriadis est l'un des derniers philosophes à avoir consacré une large part de sa réflexion à l'idée de démocratie directe, qu'il défendit comme composante centrale du « projet d'autonomie » qu'il développa, celui-ci se donnant pour ambition d'établir une autonomie (liberté) aussi bien collective qu'individuelle. Il était ainsi vivement critique envers les systèmes représentatifs, qu'il considérait non pas comme des démocraties mais telles des « oligarchies libérales », en ce que, loin de permettre à tous les citoyens d'exercer le pouvoir politique, elles impliquent la constitution d'une classe de politiciens, qui une fois élus, ne peuvent être révoqués en dehors des élections périodiques.

### Anarchistes et conseillistes
Les conseillistes, certains syndicalistes-révolutionnaires et certains anarchistes sont partisans de la démocratie directe pour toutes les décisions.
- Pour les conseillistes (appelés aussi communistes de conseils), la démocratie directe doit prendre la forme de conseils ouvriers.
- Pour les anarcho-syndicalistes, l'organisation d'une société communiste libertaire se fonde sur un partage des décisions entre deux principales instances fédérées : organisation de la production via les syndicats ; organisation de la vie quotidienne via les collectivités ou communes.
- Pour la plupart des syndicalistes-révolutionnaires, ce sont les syndicats qui doivent être les structures de la démocratie directe.
- Certains communistes libertaires ne se reconnaissent pas dans l'anarcho-syndicalisme et préfèrent des formes de démocratie directe de type communale (voir Municipalisme libertaire & Murray Bookchin).

Le choix du vote (élection) et/ou du consensus, est là aussi problématique pour les prises de décisions, parmi toutes ces tendances. A contrario, on peut qualifier d'autres formes de démocratie comme partielles ou incomplètes.

## Instruments de démocratie directe
Si l'on réunit couramment l'ensemble des instruments décrits ici sous l'étiquette « démocratie directe », on emploie également les termes de démocratie participative ou de démocratie semi-directe qui soulignent que ces mécanismes sont à notre époque généralement combinés à des éléments de démocratie représentative.

### Initiative populaire et pétition
Très proche de l'idéal d'implication directe du peuple dans les décisions politiques, l'initiative populaire est particulièrement développée en Suisse, en Californie et dans d'autres États américains. Ce mécanisme permet aux citoyens de proposer des lois qui sont ensuite votées par l'ensemble des électeurs. Différents mécanismes permettent aussi de s'opposer à une loi par pétition ou de proposer un amendement de la constitution. En Suisse, les autorités fédérales peuvent en outre proposer un contre-projet et les électeurs peuvent choisir de voter pour l'un ou l'autre des projets ou pour ou contre les deux projets.
Un autre mécanisme de démocratie directe est le rappel qui se pratique dans certains États américains. Ce rappel (recall) permet à un nombre suffisant de citoyens de réclamer un référendum pour interrompre le mandat d'un élu ou d'un fonctionnaire. Un exemple particulièrement médiatisé est le rappel du gouverneur de Californie Gray Davis en 2003. Cette pratique se rapproche de la révocabilité.
Dans tous les cas les partis politiques, les groupes de pression (lobbies) ou les groupes de citoyens jouent un grand rôle dans la formulation des propositions et la collecte des signatures nécessaires pour déclencher la procédure de référendum, les classes sociales qui ont les moyens de s'organiser utilisent alors plus volontiers ce mécanisme.

### Référendum et plébiscite
Généralement rattaché à l'idée de démocratie directe, le référendum existe dans de nombreux pays, et permet aux citoyens de se prononcer directement sur la législation. Ce sont cependant un gouvernement ou une assemblée élue qui conservent en général l'initiative du référendum et la maîtrise des questions posées ainsi que celle des alternatives proposées aux électeurs. Dans certains pays, la constitution impose le recours au référendum pour certaines décisions. Ce genre de procédure s'est répandu en Europe de l'Ouest au cours de la seconde moitié du XXe siècle.

### Assemblées locales et assemblées générales
Également liées à la démocratie directe, les assemblées sont indispensables pour débattre et prendre des décisions, en particulier au niveau local ou lors de mouvements sociaux.
De nombreuses régions du monde possèdent des assemblées locales où n'importe quel citoyen peut prendre une large part aux débats et aux décisions.
L'un des exemples les plus frappants est la Landsgemeinde qui existe depuis le Moyen Âge dans certains cantons suisses et subsiste aujourd'hui à Glaris et en Appenzell Rhodes-Intérieures. L'ensemble des citoyens sont appelés à se réunir en plein air une fois par an pour élire les magistrats chargés d'administrer le canton et de voter les lois. À Glaris chacun peut prendre la parole, poser une question ou proposer un amendement. En Nouvelle-Angleterre, aux États-Unis, un pareil système, le New England town meeting, existe depuis le XVIIe siècle : chaque année, les habitants de chaque village se réunissent pour voter sur toutes les questions de leurs gouvernements. Ils font toutes les lois des villages et décident les budgets de l'année suivante.

### Tirage au sort des représentants
Lorsqu'il est nécessaire de désigner des délégués porteurs d'un mandat impératif ou de nommer des magistrats, le tirage au sort constitue le principe primordial qui permet l'égalité des citoyens. Montesquieu affirmait ainsi dans De l'esprit des lois, « Le suffrage par le sort est de la nature de la démocratie. Le suffrage par le choix est de celle de l'aristocratie. Le sort est une façon d'élire qui n'afflige personne ; il laisse à chaque citoyen une espérance raisonnable de servir sa patrie ».
Ce système désigné sous le terme de stochocratie, a eu des applications pratiques qui restent limitées[réf. nécessaire]. L'Athènes antique pratiquait le tirage au sort pour des magistrats et pour les représentants législatifs, via le conseil des 500 membres de la « Boulè ». Seuls les « stratèges » étaient élus dans l'« Ecclésia ». La formule anglo-saxonne des jurés tirés au sort pour juger en matière criminelle s'est répandue dans de nombreux pays, dont en France au niveau des cours d'assises.
En Islande, en 2009, à la suite de la crise financière endettant plusieurs banques d'Islande et conduisant ce pays à la banqueroute, un gouvernement d'union de différents partis progressistes a été élu. Ce gouvernement a mis en place l'élection d'une nouvelle assemblée constituante qui a eu lieu le 27 novembre 2010. Pour cela, 1 000 citoyens islandais ayant entre 18 et 89 ans et n'ayant jamais eu de mandat d'élu national ont été choisis au hasard dans la population. Parmi ces 1 000 personnes, 522 ont choisi de se présenter et ont eu un temps de télévision égal pour présenter leur programme. 25 de ces citoyens ont été ensuite élus par l'ensemble de la population pour créer une nouvelle constituante entre février 2011 et l'été de la même année. Soutenue lors d'un référendum constitutionnel en 2012, la réforme constitutionnelle finie par être suspendue pour une durée indéterminée à la suite des élections législatives du 27 avril 2013.

## Critiques

### Critique par Durkheim
Si l'État est trop près de la multitude, il sera alors absorbé par elle et il sera impossible qu'elle ne fasse pas la loi. Au contraire, si l'État se détache trop de la population, la communication sera coupée et l'appareil gouvernemental agira essentiellement en tant qu’oppresseur. Durkheim prône donc la mise en place de « groupes secondaires » (territoriaux ou corporatifs) qui agiraient en tant qu'intermédiaires entre la population et l'État de manière à empêcher la multitude d'imposer sa volonté à l'État tout en la protégeant contre l'attitude oppressive de ce dernier. Il s'agirait finalement d’établir le plus de communication possible entre l'État et la société afin de s'assurer que chacun des groupes qui la compose soient reconnus et représentés. La démocratie pourrait alors s'exercer de manière directe entre la population et ces groupes, ainsi qu'entre ces groupes et l'État, mais la relation entre la multitude des individus qui composent la société et l'État serait essentiellement indirecte.

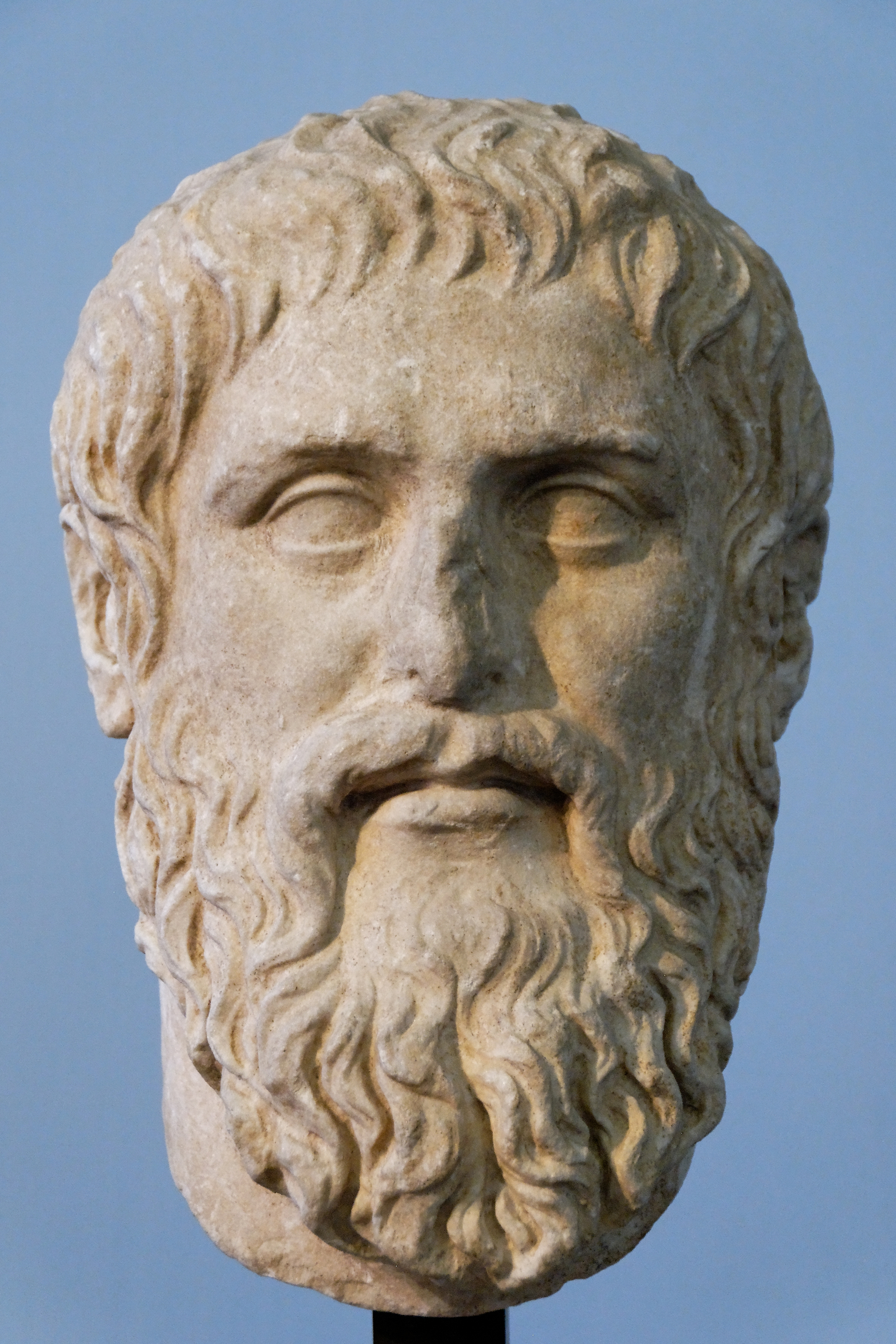
Photographie du portrait de Platon.

### Critique par Platon
Dans La République, Platon exprime sa méfiance envers la démocratie directe, estimant que le peuple, souvent mal informé et influençable, pourrait prendre des décisions impulsives et nuisibles à la société.
Platon critique la démocratie (directe ou représentative) dans plusieurs passages de La République. Dans le Livre VIII, il la considère comme un régime où la liberté excessive mène à l'anarchie et, ultimement, à la tyrannie. En effet, dans ce texte, il qualifie la démocratie comme un système où les décisions sont prises par des masses peu instruites et influencées par des passions plutôt que par la raison,.

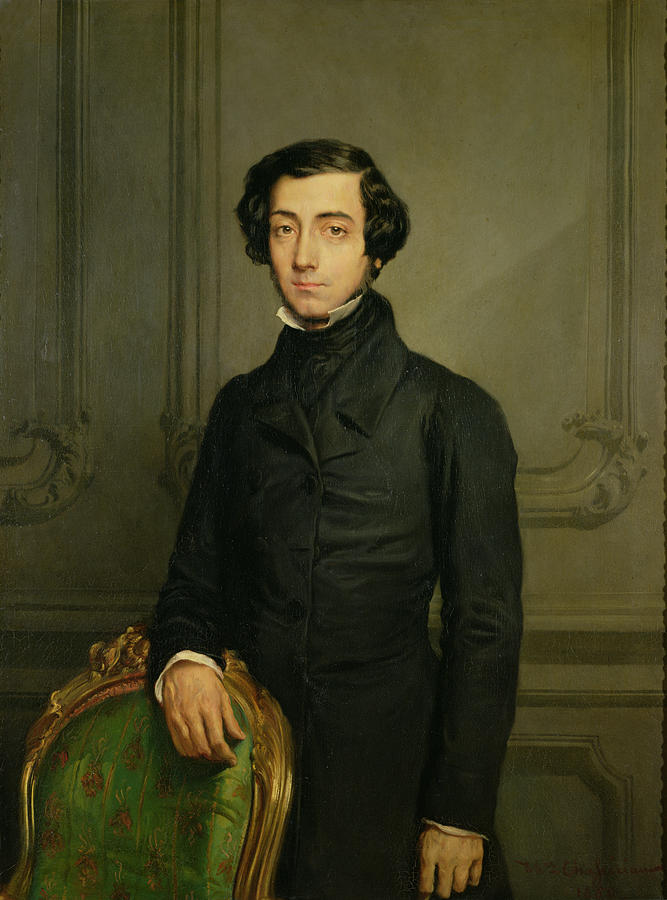
Portrait de Alexis de Tocqueville.

### Critique par Alexis de Tocqueville
Cette section ne s'appuie pas, ou pas assez, sur des sources secondaires ou tertiaires indépendantes du sujet. Le texte peut contenir des analyses inexactes ou inédites de sources primaires.
Pour l'améliorer, ajoutez-en, ou placez des modèles {{Source secondaire souhaitée}} ou {{Source secondaire nécessaire}} sur les passages mal sourcés. (janvier 2025)
Dans les deux tomes de De la démocratie en Amérique, Tocqueville met en garde contre la "tyrannie de la majorité", où les décisions prises directement par la majorité pourraient opprimer les minorités et nuire aux libertés individuelles. Il souligne aussi les risques d'instabilité si des décisions sont prises sans modération ou sans institutions intermédiaires.

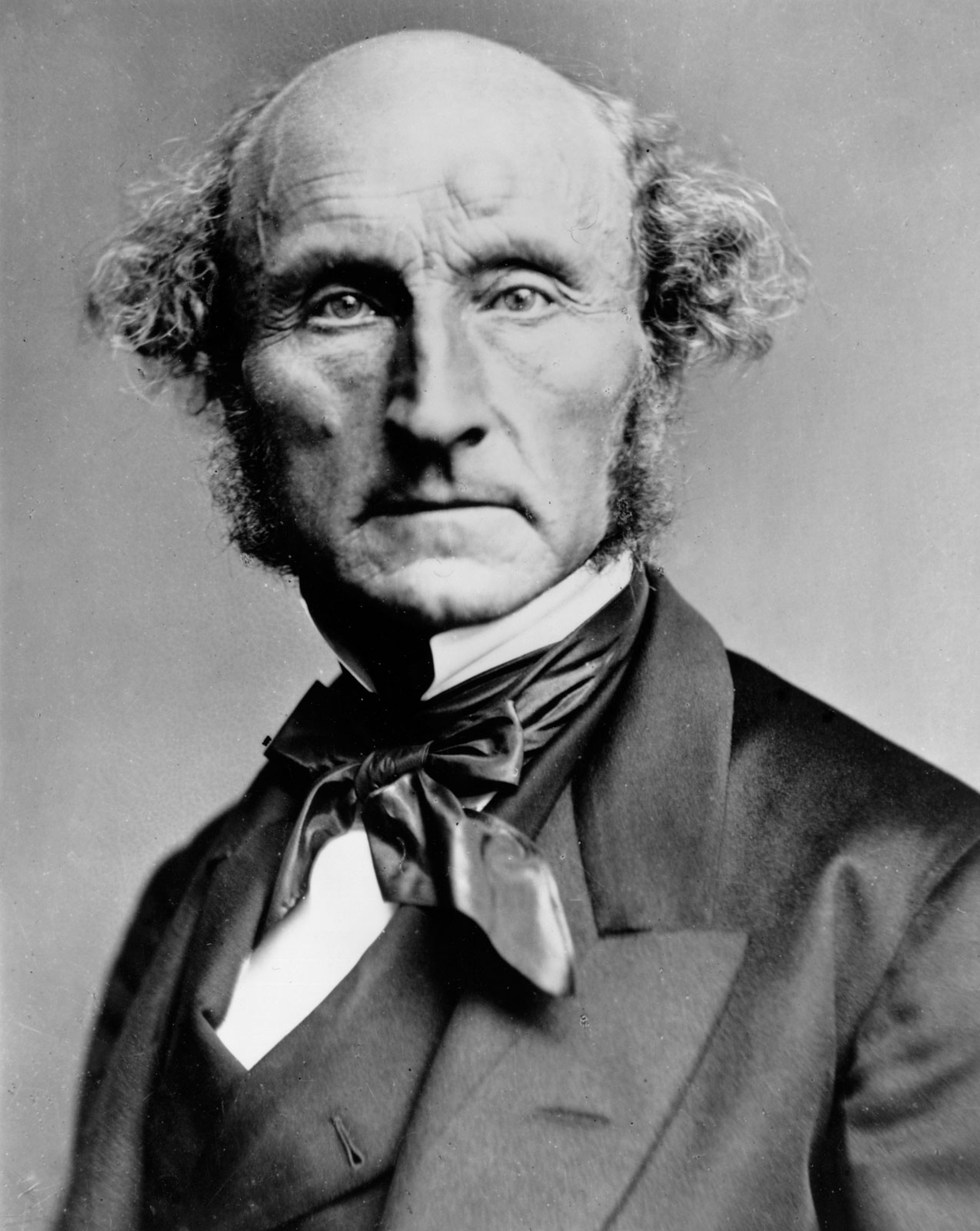
Photographie de John Stuart Mill.

### Critique par John Stuart Mill
Philosophe utilitariste, Mill souligne les dangers de la démocratie directe, notamment le risque que des décisions soient prises sans une compréhension approfondie des enjeux complexes, menant à des politiques inefficaces ou injustes.
Dans Considérations sur le gouvernement représentatif (Considerations on Representative Government (en)), publié en 1861, Mill s'oppose à la démocratie directe, préférant un système représentatif où des experts peuvent intervenir dans la prise de décision,. Mill soutient que les masses, bien que cruciales pour donner leur avis, manquent souvent de la formation ou de la connaissance nécessaire pour trancher des questions complexes.

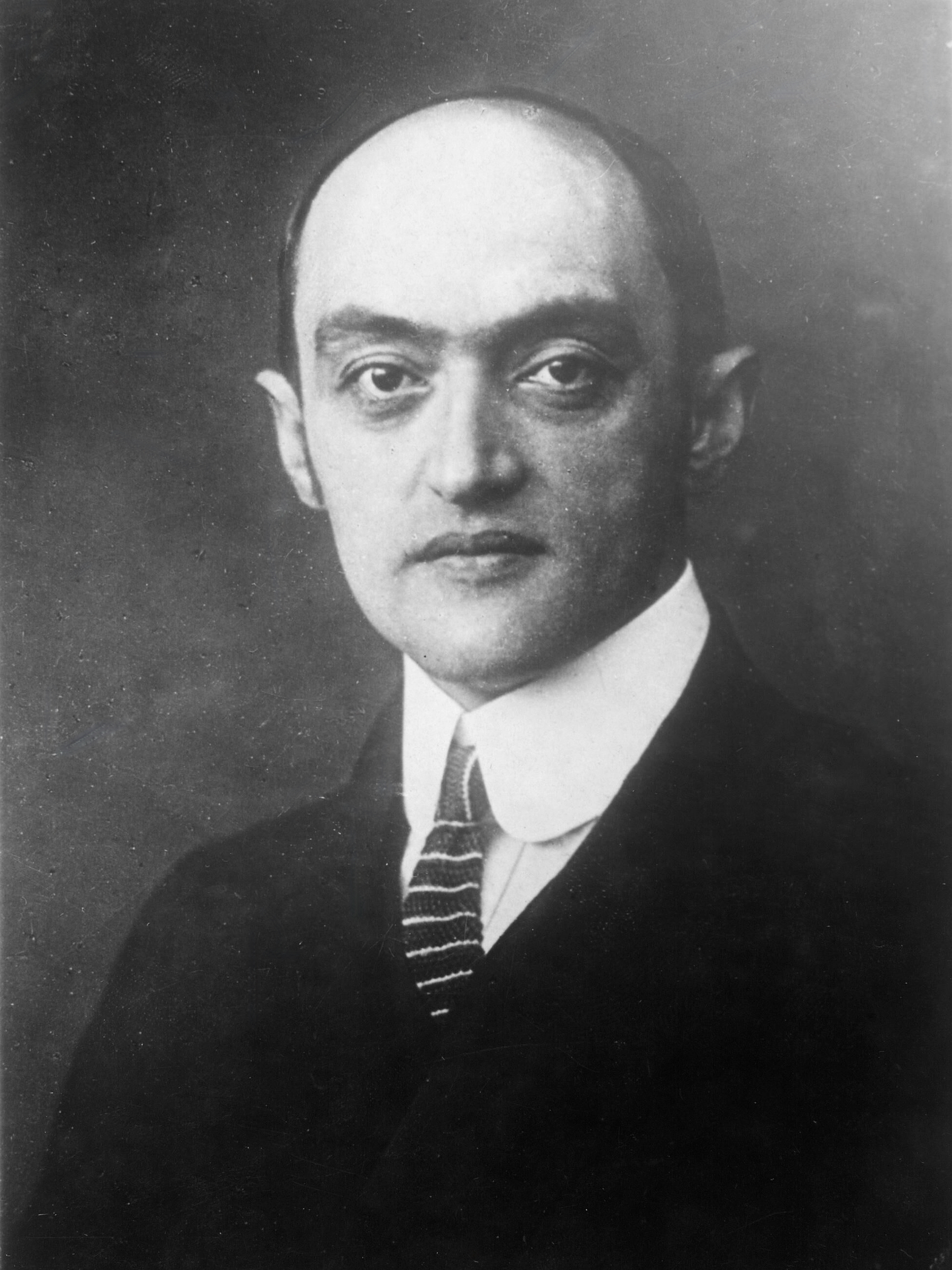
Photographie de Joseph Schumpeter.

### Critique par Joseph Schumpeter
Économiste et politologue, Schumpeter critique la notion de volonté populaire uniforme, arguant que les citoyens ne possèdent pas toujours les compétences nécessaires pour prendre des décisions éclairées sur des questions complexes, rendant la démocratie directe impraticable à grande échelle[source secondaire souhaitée].
Dans Capitalisme, Socialisme et Démocratie, publié en 1942, il critique l'idée romantique de la démocratie comme étant le gouvernement par la volonté générale du peuple, expliquant que celle-ci est souvent incohérente ou mal formée. Schumpeter propose plutôt une vision élitiste de la démocratie, où des leaders politiques prennent les décisions importantes,.